# عبدالوهاب الکیالی
عبدالوهاب الکَیّالی (۱۹۳۹ – ۷ دسامبر ۱۹۸۱) سیاستمدار، تاریخ‌نگار و نویسندهٔ فلسطینی بود.او در سال ۱۹۶۱ از دانشگاه آمریکایی بیروت لیسانس علوم سیاسی، در سال ۱۹۶۵ از همان دانشگاه فوق لیسانس و در سال ۱۹۷۰ از دانشکدهٔ مطالعات شرقی و آفریقایی دانشگاه لندن مدرک دکترا گرفت. وی در سال ۱۹۶۳ در وزارت ارشاد کویت مشغول به کار شد. در سال ۱۹۶۹ بنیاد مطالعات و انتشارات عربی را در بیروت تأسیس و مدیریت کرد. او سومین مرکز بین‌المللی مطالعات و انتشارات را در لندن در سال ۱۹۷۶ برپا ساخت. در سال ۱۹۶۸ جبهه آزادیبخش عرب را تأسیس کرد که در سال ۱۹۷۲ دبیرخانهٔ آن را برعهده گرفت. وی در سال ۱۹۶۸ به عنوان عضو مجلس ملی فلسطین انتخاب شد که باعث شد وی واجد شرایط ورود به کمیتهٔ اجرایی سازمان آزادی‌بخش فلسطین در سال‌های ۱۹۷۴–۱۹۷۷ شود. او در نیمهٔ اول دهه ۱۹۷۰ در رهبری کنش ملی فلسطین در لبنان فعال بود و چندین پروژهٔ فرهنگی و فکری را برای خدمت به اهداف عربی و فلسطینی تأسیس کرد. عبدالوهاب الکیالی علاوه بر فعالیت‌های سیاسی و تشکیلاتی، در سازماندهی سمینارها و سخنرانی‌های فرهنگی و فکری در دانشگاه‌های مختلف عربی با هدف روشن‌سازی تاریخ فلسطین و رابطهٔ صهیونیسم با آن شرکت داشت. همچنین در زمینه‌های رسانه‌ای و انتشاراتی فعالیت داشت و به عنوان سردبیر مجلهٔ «الرائد العربی» در کویت مشغول به کار شد و همچنین به عنوان سردبیر مجلهٔ «فلسطین آزاد» فعالیت می‌کرد.

## زندگی و پیشه
او در سال ۱۹۳۹ در شهر یافا، ناحیهٔ لیدا، فلسطین، در خانواده‌ای سوری‌تبار به دنیا آمد و تحصیلات ابتدایی خود را در آنجا گذراند. او پس از نکبت ۱۹۴۸ به اردن رفت و تحصیلات متوسطه خود را در امان و بیروت به پایان رساند. پس از جنگ ۱۹۴۸ فلسطین، به همراه خانواده‌اش به امان پناه برد و در سال ۱۹۵۹ برای مدت کوتاهی توسط نیروهای امنیتی اردن دستگیر شد. همچنین در مدرسه مبلغان برومنا در بیروت درس خواند. سپس برای ادامه تحصیلات عالی به دانشگاه آمریکایی بیروت پیوست و در سال ۱۹۶۰ به دلیل تظاهراتی که در حمایت از انقلاب الجزایر به راه افتاد به همراه شماری از هم‌کلاسی‌هایش از آن اخراج شد. اما تحت فشار اعتصاب فراگیر دانشجویی به همراه هم‌کلاسی‌هایش بازگردانده شد.الکیالی در طول تحصیلات دانشگاهی خود درگیر امور عمومی شد. او یکی از بنیانگذاران اتحادیهٔ عمومی دانشجویان فلسطین-شعبهٔ لبنان بود و در برنامه‌ریزی و شرکت در رویدادهای ملی که توسط دانشجویان در آن زمان برگزار می‌شد، فعال بود.
عبدالوهاب الکیالی در سال ۱۹۵۸ به حزب عربی سوسیالیستی بعث پیوست و در سال ۱۹۶۰ به عضویت دفتر ملی فلسطین این حزب درآمد، در سال ۱۹۶۱ به عنوان دبیر بخش فلسطین آن در لبنان انتخاب شد. سپس به کویت رفت و در سال ۱۹۶۳ در وزارت ارشاد و اطلاعات مشغول به کار شد. در پایان به فلسطین بازگشت و به کار در روزنامهٔ حزب بعث، «الاحرار»، به عنوان مسئول صفحات افکار و آرا ادامه داد. مدرک کارشناسی ارشد خودر را در سال ۱۹۶۵ اخذ کرد. او در هفتمین کنفرانس حزب ناسیونالیست در سال ۱۹۶۴ و هشتمین کنفرانس در سال ۱۹۶۵ شرکت کرد. از سال ۱۹۶۸ به عضویت مجلس ملی فلسطین درآمد. زمانی که جبهه آزادیبخش عرب در ۱۹۶۹ تأسیس شد، الکیالی به عنوان یکی از اعضای رهبری آن انتخاب شد.
وی در دهمین کنگره ملی به عنوان یکی از اعضای رهبری ملی حزب بعث عرب سوسیالیست عراق از سال ۱۹۷۰ تا ۱۹۷۷ انتخاب شد. الکیالی دکترای خود را در سال ۱۹۷۰ از دانشگاه لندن دریافت کرد و پایان‌نامهٔ او دربارهٔ تاریخ مقاومت عرب‌های فلسطین در برابر استعمار و صهیونیسم بود و «مقاومت اعراب فلسطین در برابر استعمار و صهیونیسم در قرن بیستم» نام داشت. او در لندن در سال ۱۹۶۸ در انتشار اولین مجلهٔ خارجی‌زبان دربارهٔ مقاومت فلسطین به نام «فلسطین آزاد» شرکت کرد و اولین سردبیر آن بود. او در سال ۱۹۷۲ ریاست اولین کنفرانس جبهه آزادیبخش عرب را بر عهده داشت و برای بیش از یک سال به عنوان دبیرکل آن انتخاب شد. سپس از سال ۱۹۷۴ تا ۱۹۷۷ به عضویت کمیته اجرایی سازمان آزادیبخش فلسطین برگزیده شد. وی ریاست ادارهٔ امور آموزشی و فرهنگی آن را برعهده گرفت. او به عضویت کمیته عالی سیاسی امور فلسطین در لبنان درآمد.
الکیالی در فاصله سال‌های ۱۹۷۰ تا ۱۹۷۵ به‌طور فعال برای مسئلهٔ فلسطین در عرصهٔ لبنان شرکت کرد. او بنیاد غربی مطالعات و انتشارات را تأسیس کرد و از زمان انتشار مجلهٔ «قضایا عربیة» در سال ۱۹۷۴ سردبیر آن بود. او مرکز عربی برای مطالعات استراتژیک را تأسیس کرد که یک دانشنامهٔ نظامی منتشر می‌کرد و همچنین سردبیر دانشنامهٔ سیاست بود. او مرکز مطالعات و انتشارات جهان سوم را در سال ۱۹۷۹ در لندن تأسیس کرد. .

## درگذشت
عبدالوهاب کیالی در ۷ دسامبر ۱۹۸۱ در دفترش در محلهٔ ساقیة الجنزیر بیروت توسط مهاجمان ناشناس ترور شد و روز بعد جسد او به امان منتقل و در آنجا در قبرستان شهدای ام الحیران خاک سپرده شد.

## آثار
برخی از کتاب‌های خود را در مورد مسئله فلسطین به زبان انگلیسی منتشر کرد. وی کتاب‌های متعددی به زبان‌های عربی و انگلیسی دارد، از جمله عناوین عربی آن‌ها:
- المطامع الصهيونية التوسعية: قدس، منظمة التحریر الفلسطینیة مرکز الأبحاث، ۱۹۶۶
- الكيبوتز أو المزارع الجماعية في إسرائيل: قدس، منظمة التحریر الفلسطینیة مرکز الأبحاث، ۱۹۶۶
- المقاومة الفلسطينية والنضال العربي 1969-1973، بیروت، المؤسسة العربیة للنشر، ۱۹۷۳
- وثائق‭ ‬المقاومة‭ ‬العربية‭ ‬الفلسطينية‭ ‬ضد‭ ‬الاحتلال‭ ‬البريطاني‭ ‬والصهيونية: بیروت، مؤسسة الدراسات الفلسطینیة، ۱۹۶۸
- تاريخ فلسطين الحديث: بیروت، المؤسسة العربیة للدراسات والنشر، ۱۹۷۰
- النضال الفلسطيني دروس وعبر: بیروت، المؤسسة العربیة للدراسات والنشر، ۱۹۷۱
- الموجز في تاريخ فلسطين الحديث: بیروت، المؤسسة العربیة للدراسات والنشر، ۱۹۷۱
- القضية الفلسطينية آراء ومواقف 1964 - 1966: بیروت، المؤسسة العربیة للدراسات والنشر، ۱۹۷۳
- الموسوعة السياسة: بیروت، المؤسسة العربیة للدراسات والنشر، ۱۹۷۴
- قضايا عربية: بیروت، المؤسسة العربیة للدراسات والنشر، ۱۹۷۴
- العرب والإمبریالیة: بیروت، المؤسسة العربیة للدراسات والنشر، ۱۹۷۵
- الجذور التاريخية للتحالف الإمبريالي الصهيوني: بیروت، المؤسسة العربیة للدراسات والنشر، ۱۹۷۷
- دراسات ومطالعات فلسطينية 1974-1977: بیروت، المؤسسة العربیة للدراسات والنشر، ۱۹۷۷
- العرب والقضايا الإستراتيجية الراهنة: بیروت، المؤسسة العربیة للدراسات والنشر، ۱۹۸۲
- الصهيوني في فلسطين: قدس، منظمة التحریر الفلسطینیة مرکز الأبحاث، ۱۹۹۵

ترجمه‌ها:
- الإستعمار الصهيوني في فلسطين: از فایز صایغ، ترجمه از انگلیسی، بیروت، المؤسسة العربیة للدراسات والنشر، ۱۹۶۵
- النظرية الإجتماعية: از ج.د.هـ. کول، بیروت، المؤسسة العربیة للدراسات والنشر، ۱۹۸۸